# Ball robat
Ball robat és una obra de teatre de Joan Oliver, subtitulada comèdia dramàtica,  en tres actes i un epíleg, que s'origina a partir d'un relat del mateix autor: Escena d'alcova.
L'obra va ser escrita entre l'abril i finals del 1954, tot i que no es va estrenar fins al 2 de juny del 1958. L'estrena va anar a càrrec de l'Agrupació Dramàtica de Barcelona i es va fer al teatre Candilejas.
L'obra es va publicar dins la trilogia Tres comèdies, juntament amb Primera representació i La gran pietat.

## Argument
En l'antevigília de celebrar el desè aniversari de matrimoni, tres parelles es troben infelices i desenganyades des del punt de vista conjugal i enyoren l'anhel irrealitzat d'haver pogut ser feliços amb un cònjuge diferent del seu, tanmateix amic i component d'una altra parella. La situació acaba el dia de la celebració, quan descoberta aquesta situació, no sols els cònjuges respectius surten reconciliats (d'acord amb l'atavisme d'una conducta inconscient avesada a la hipocresia) sinó que dos components d'aquestes parelles, aparentment d'opinions irreconciliables, acaben constatant la certesa que, canviades persones i circumstàncies, tant se valdria.